# 4 Pułk Strzelców Konnych (Księstwo Warszawskie)

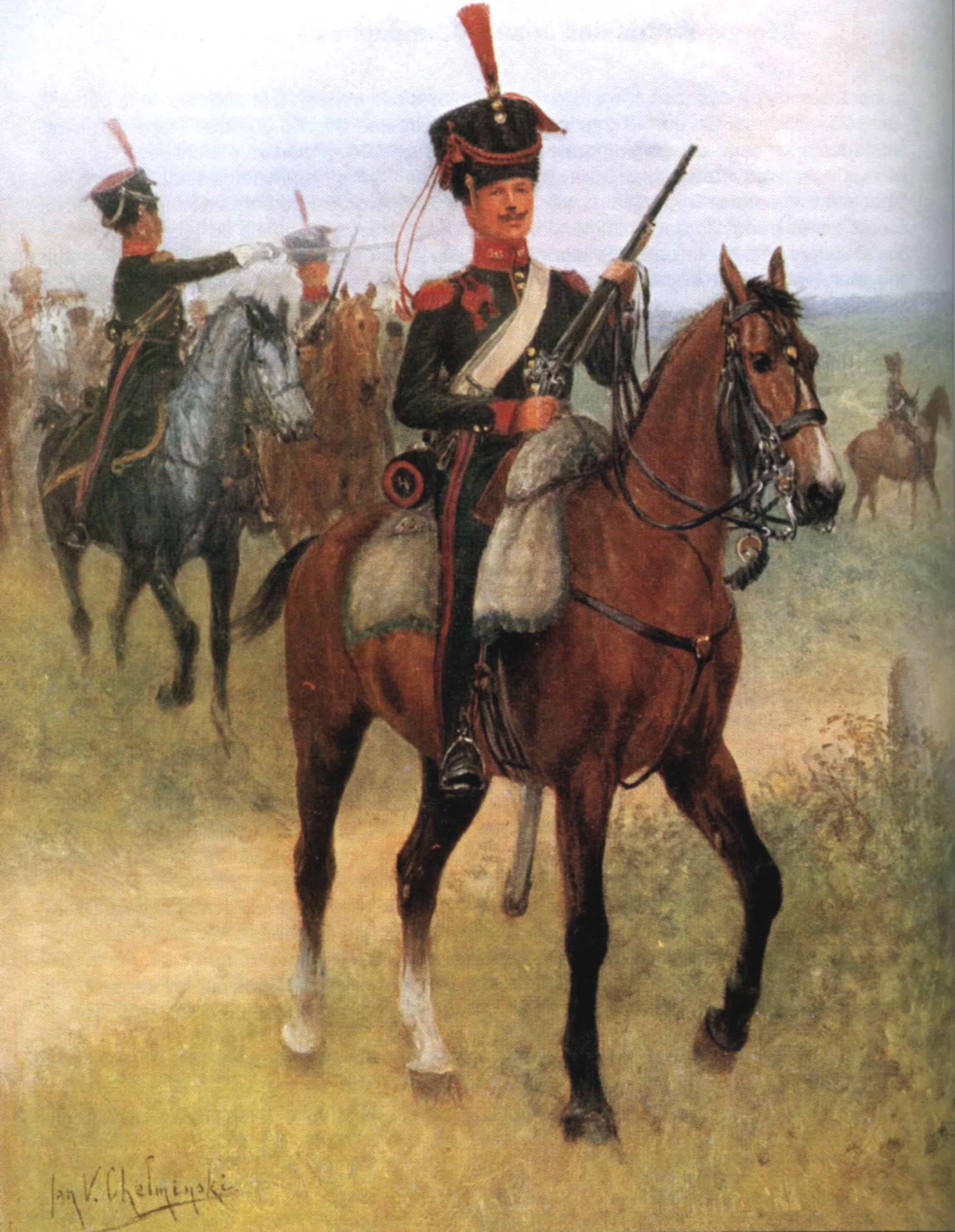
Oficer 4 psk na obrazie Chełmońskiego

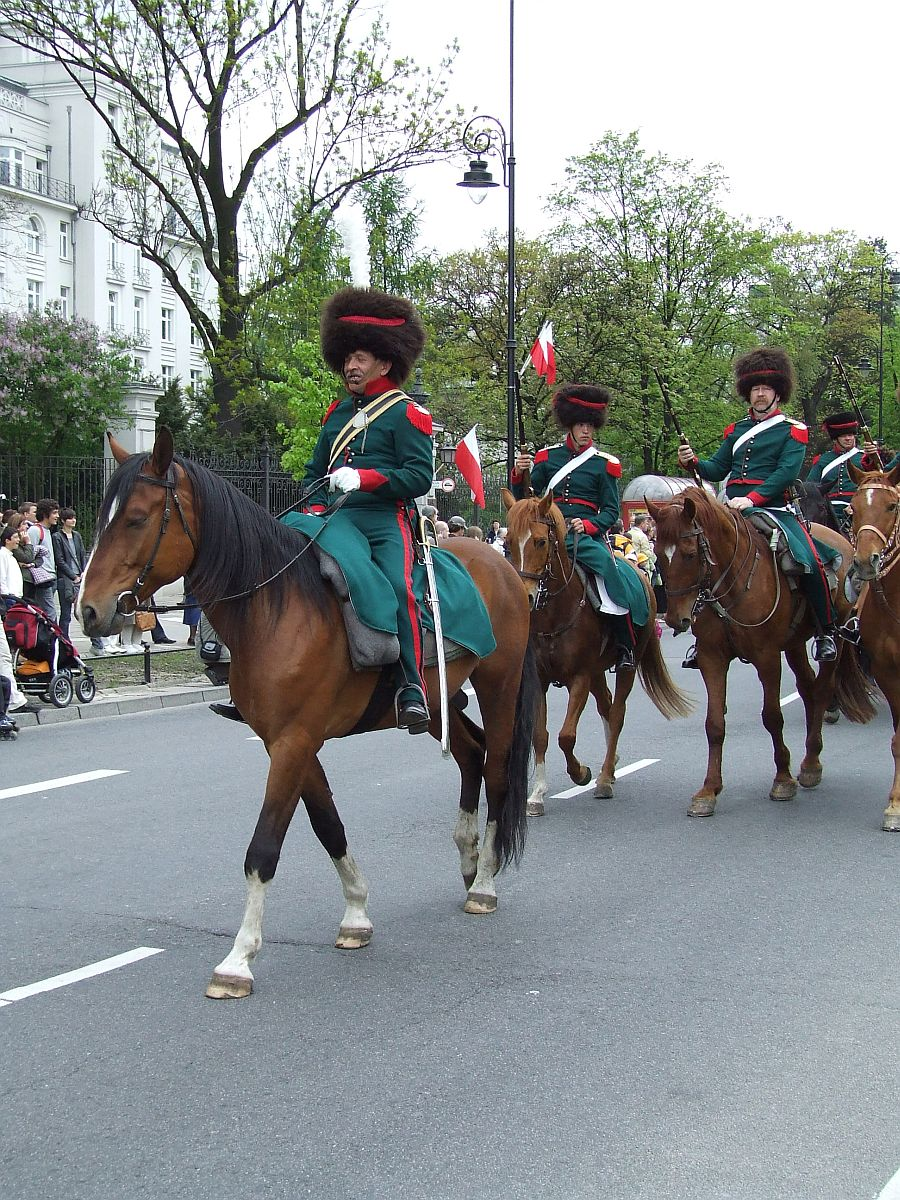
4 Pułk Strzelców Konnych Księstwa Warszawskiego, rekonstrukcja, parada z okazji 3 maja, Trakt Królewski

4 Pułk Strzelców Konnych – oddział jazdy Armii Księstwa Warszawskiego.

## Historia pułku
Sformowany w 1806. Wraz z 14 pułkiem kirasjerów i 15 pułkiem ułanów utworzył brygadę lewą dowodzoną przez generała Benedykta Łączyńskiego. Po zakończeniu działań bojowych, zgodnie z rozkazem z 10 sierpnia 1807, 4 pułk strzelców konnych płk. Mięczyńskiego stanął garnizonem w Warcie.
W lipcu i wrześniu 1807 roku liczył 1000 ludzi i 880 koni (żołnierze i podoficerowie powstania wielkopolskiego). Stacjonował w Wielkopolsce (kolejno: Warta, Sulmierzyce, Miechów, Odolanów, Świca, Bledzianów, Chynów).
Uczestniczył w kampanii 1806/1807, 21 lutego do 29 lipca 1809 roku przeznaczony do walk na Pomorzu Szwedzkim z pruskimi oddziałami powstańczymi mjr. Schilla skoszarowany w twierdzach nad Odrą: w Szczecinie (sztab pułku), Kostrzynie nad Odrą (niektóre szwadrony) i w Głogowie (pozostałe szwadrony). W sierpniu walczył w północnych Niemczech i Królestwie Westfalii przeciwko Schillowi oraz stacjonował w Magdeburgu.
1 września 1809 roku zameldował się pod komendę gubernatora Drezna, gen. dyw. Claude Carra de Saint-Cyr. Pod koniec 1809 roku pułk liczył 687 żołnierzy.
Barwą pułku był kolor karmazynowy.

## Żołnierze pułku
Pułkiem dowodzili:
- płk Wojciech Męciński (11 czerwca 1807)
- płk Tadeusz Tyszkiewicz
- płk Walenty Kwaśniewski (14 grudnia 1808)
- płk Stanisław Dulfus (20 marca 1810)

Inni żołnierze pułku
- Franciszek Fornalski
- Rafał Zajączek

## Bitwy i potyczki
Pułk brał udział w walkach w czasie pierwszej wojny polskiej 1807 roku, inwazji na Rosję 1812 roku i kampanii 1813 roku
Bitwy i potyczki:
- Smoleńsk (17 sierpnia 1812),
- Możajsk (5 i 7 września 1812),
- Czeryków (29 września 1812),
- Medyna (24 października 1812),
- nad Berezyną (28 listopada 1812).